# エリザベス・ラッセル
エリザベス・ラッセル（Elizabeth Russell、1836年10月9日 - 1928年9月6日）は、メソジスト監督派教会女性海外伝道協会に所属していた、アメリカ人宣教師。1879年、43歳のとき来日して長崎に活水学院を創立した。日本で40年間を過ごし、女子教育とキリスト教の伝道に寄与した。1919年、藍綬褒章を受章した。

## 経歴
- 1836年 オハイオ州ハリソン郡カーディスで6人同胞の2番目として生まれた。父、ジョン・ラッセルは機械大工であった。何回かの引っ越しのあと、1844年（8歳）、一家はバージニア州（後のウェスト・バージニア州）ホイーリングに居を定めた。
- 1855年（19歳） 母、ジュリア・アン・ラッセルが亡くなった。学校の成績が優秀だったのでワシントン・セミナリーの校長、サラ・フォスター・ハンナの目に留まり、将来を期待された。
- 1857年 （21歳）ワシントン･セミナリーに寄宿生として入学した。ワシントン (ペンシルベニア州)にあった同校はすぐれた教育を行う女学院として有名であった。在学中に理想的な女子教育、そして福音伝道への思いが芽生えた。
- 1859年 （23歳）ワシントン･セミナリーをクラス総代として卒業した。その後約10年間教師として働いた。南北戦争（1861年 - 1865年）により、バージニア州からウェスト・バージニア州が分離した。
- 1873年（36歳）原因不明の心身の不調にみまわれ、働けない日が続いた。そんなある日メソジスト監督派教会の伝道集会に参加したところ、不調から抜け出せた。そしてホーリネス運動に参加し、福音伝道することが使命だと思えるようになった。ふたたび高校教師の職を得て、教室に復帰した。教師をしながら米国メソジスト監督派教会女性海外伝道協会（WFMS）ウェスト・バージニア州支部の幹事をつとめた。はじめは自分の年齢で海外派遣はないと考えていたが、WFMSで仕事をするうちに自分自身が海外へ出たいという気持ちが強くなった。この年（明治6年）、日本ではキリスト教禁止令の高札が撤去された。メソジスト監督派教会は宣教師ジョン・デヴィソンを長崎に派遣した。ジョン・デヴィソンは1876年、出島にメソジスト教会を建てた。そして1879年9月、WFMSに手紙を出し、女子教育のために二人の女性宣教師を長崎に派遣するよう依頼した。
- 1879年 （43歳）10月25日、当時33歳の教師、ジェニー・マーガレット・ギール[2]とともにサンフランシスコを出発し、横浜を経由して11月23日、長崎に到着した。12月1日、長崎・東山手の外国人居留地に女学校を創設した。1881年、校名を「活水女学校」と定め、1882年、校舎を新築した。クリスチャンの妻、母となるための教育にとどまらず、当時の女学校では珍しかった高等数学や科学の授業を行い、自立した女性を育成するための専門教育を重視した。
- 1885年（48歳）日本人の赤ん坊を養子として引き取った（エレン・メイ・ラッセルと命名しメイと呼んだ）。メイは11歳になった時、寡婦となっていたラッセルの妹、ジュリアの家（デラウェア (オハイオ州)）に預けられた。1910年、メイはオハイオ・ウェスリアン大学を卒業した。長崎にもどり、活水学院で働いた。
- 1893年 （56歳）ラッセルは当時の地震などで生じた孤児の収容施設を天草に設けた（活水女園）[3][4]。また、長崎港に入港する外国人船員たちを遊郭などの歓楽街から遠ざけるための宿泊施設を作った[5]。
- 1898年（62歳）活水学院の校長を退き、補佐役となった。日清戦争（1894年 - 1995年）、日露戦争（1904年 - 1905年）そして第一次世界大戦（1914年 - 1918年）を経験した。
- 1919年（82歳）日本を去りメイとともにオハイオの妹、ジュリアの家に移った。教育および社会福祉に対する功績に対し、大正天皇から藍綬褒章が授与された。英字新聞Nagasaki Express（1919年5月28日）はラッセルの偉大な功績、クリスチャンとしての信念と情熱を称えた。帰国後は、結核に罹患したメイの看病と高齢のジュリアの世話をしながら日々を送った。1924年、メイが39歳で死去した。まもなくジュリアも死去した。
- 1928年 ジュリアの家で死去した。享年91。

## その他
ラッセルとギールが最初に住んでいた長崎の東山手十二番館には、次に、鎮西学院を創設したキャロル・サマーフィールド・ロングが住むことになり、ここが活水学院と鎮西学院両方の発祥の地となっている。1941年に活水学院に譲渡された。1976年、活水学院から長崎市に寄贈された。

## 映画
- 1999年、活水学院創立120周年を記念して、エリザベス・ラッセルの生涯を描いた映画「わが心に刻まれし乙女たちをーエリザベス・ラッセル女史の生涯」（文部科学省選定）が制作された[6]。

## 関連した文献
- レイン・アーンズ『幕末・明治・大正・昭和　長崎居留地の西洋人』長崎出版社、2002年。
- 白浜祥子『長崎 活水の娘たちよ―エリザベス・ラッセル女史の足跡』彩流社、2003年。
- 齋藤元子『女性宣教師の日本探訪記―明治期における米国メソジスト教会の海外伝道』日本ウェスレー協会ウェスレー研究基金委員会、2009年。